# Selgiuchidi siriani
I Selgiuchidi siriani furono una dinastia regia e una dinastia emirale che governarono la Siria tra l'XI e il XII secolo.

## Re selgiuchidi di Siria

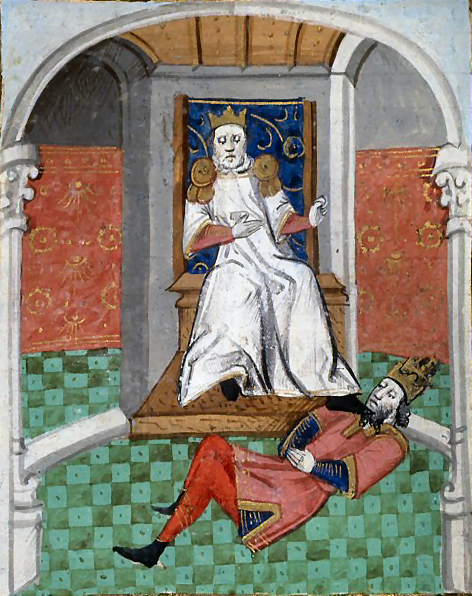
Alp Arslan che umilia l'Imperatore bizantino Romano IV Diogene dopo aver trionfato nella Battaglia di Manzikert. Da una traduzione illustrata francese del XV secolo del De casibus virorum illustrium di Giovanni Boccaccio.

- Abū Saʿīd Tāj al-Dawla Tutush I 1085–1086
- Jalāl al-Dawla Malik Shah I (dei Grandi Selgiuchidi), 1086–1087
- Qāsim al-Dawla Abū Saʿīd Aq Sunqur al-Hajib, 1087–1094
- Abū Saʿīd Tāj al-Dawla Tutush I (seconda volta), 1094–1095
- Fakhr al-Mulk Ridwan, 1095–1113
- Tāj al-Dawla Alp Arslan al-Akhras, 1113–1114
- Sultan Shah, 1114–1123

Agli Artuqidi

## Emiri selgiuchidi di Siria
- ʿAzīz ibn Abaqa al-Khwārazmī, 1076–1079
- Abū Saʿīd Tāj al-Dawla Tutush I, 1079–1095
- Abū Naṣr Shams al-Mulūk Duqaq, 1095–1104
- Tutush II 1104
- Muhyi al-Dīn Baqtash, 1104

Damasco viene conquistata dall'atabeg buride Toghtigin